# ديفيد دودغ بويدن
ديفيد دودغ بويدن (بالإنجليزية: David Dodge Boyden)‏ هو عالم موسيقى وعازف كمان أمريكي، ولد في 10 ديسمبر 1910 في ويستبورت (كونيتيكت) في الولايات المتحدة، وتوفي في 18 سبتمبر 1986 في بيركيلي في الولايات المتحدة.

## وصلات خارجية
- ديفيد دودغ بويدن على موقع ديسكوغز (الإنجليزية)